# Lento (Francia)
Lento (in corso Lentu) è un comune francese di 116 abitanti situato nel dipartimento dell'Alta Corsica nella regione della Corsica.

## Società

### Evoluzione demografica
Abitanti censiti